# Zeinab Hind Khadra
Zeinab Hind Khadra (arabisch زينب هند خضرا, DMG Zainab Hind Ḫaḍrā; geb. am 5. Januar 1990) ist eine libanesische Schauspielerin.

## Leben
Khadra studierte am Higher Institute of Dramatic Arts der Libanesisch-Amerikanische Universität in Beirut. International bekannt wurde Khadra mit der gesellschaftskritischen Filmkomödie Liebe Halal, in der sie eine junge, verliebte Ehefrau darstellte, die von ihrem eifersüchtigen Mann mehrfach geschieden und misshandelt wird, letztlich sich aber von diesem löst. Ihren endgültigen Durchbruch erreichte Khadra mit der fünfstaffeligen Serie Al Hayba, in der sie von 2017 bis 2021 spielte.
2021 folgte ihre Hochzeit mit Muhammad Fneish.

## Filmographie
- 2011: El Shahroura
- 2015: Liebe Halal
- 2017–2021: Al Hayba, Fernsehserie
- 2019: Mawjet Ghadab, Fernsehserie
- 2020: Dentelle, Fernsehserie
- 2020: Only the Winds
- 2021: Hades Aleb, Fernsehserie
- 2021: C Section
- 2021: Kharze Zarka, Fernsehserie